# Constitution de la république d'Azerbaïdjan
Lire en ligne

Cour constitutionnelle : (az) Version consolidée contenant traductions (en + ru)  ;
Azerbaijan.az (site privé) : version officielle - traductions (en), (ru)

Constitution de la RSS d'Azerbaïdjan (1978)
Constitution de la république démocratique d'Azerbaïdjan (1918)
La Constitution de la république d'Azerbaïdjan (en azéri Azərbaycan Respublikasının Konstitusiyası) est la Constitution de l'Azerbaïdjan.
Adoptée en 1995 et amendée en 2002 et 2009, elle pose les fondations de l'ordre constitutionnel de l'Azerbaïdjan, fixe les symboles nationaux, la langue officielle et le siège de la capitale, énumère les droits et libertés fondamentaux de l'homme et du citoyen, fixe les compétences du président, du Premier ministre et du gouvernement, de l'Assemblée nationale, du pouvoir judiciaire et les relations entre ces pouvoirs, et les grandes lignes de l'autonomie locale et le statut de la république autonome du Nakhitchevan.
Le 12 novembre jour de son adoption est aussi le jour de la constitution.

## Histoire

### Constitutions précédentes
L'Azerbaïdjan connut plusieurs Constitutions avant l'actuelle :
- la Constitution de la république démocratique d'Azerbaïdjan,
- et les Constitutions de la république socialiste soviétique d'Azerbaïdjan :
  - la Constitution de la république socialiste soviétique d'Azerbaïdjan de 1921,
  - la Constitution de la république socialiste soviétique d'Azerbaïdjan de 1937,
  - et la Constitution de la république socialiste soviétique d'Azerbaïdjan de 1978.

### Constitution actuelle
Au moment de la désintégration de l'Union soviétique le 31 août 1991, lors de la session extraordinaire du Soviet suprême d'Azerbaïdjan, la déclaration « Sur la restitution de l'indépendance d'État de la république d’Azerbaïdjan » est adoptée, marquant le retour à la souveraineté nationale de la république d'Azerbaïdjan. Le nom de la RSS d'Azerbaïdjan est changé en république d'Azerbaïdjan, et le drapeau national, l'emblème national et l'hymne national de la république démocratique d'Azerbaïdjan sont remis en vigueur.
L'acceptation de l'« Acte constitutionnel de l'indépendance d'État de la république d’Azerbaïdjan »  le 18 octobre 1991 consolide la base juridique de l'indépendance. Cet acte juridique, le début de la préparation de la nouvelle constitution, suppose la formation des bases de la structure politique et économique de la république d’Azerbaïdjan. Avec cet acte, l'Azerbaïdjan déclare son indépendance et devient ainsi la troisième république azerbaïdjanaise.
En attendant la rédaction d'une nouvelle constitution, les sections et sous-paragraphes de la Constitution de 1978 qui ne contredisent pas l'« Acte constitutionnel de l'indépendance d'État de la république d’Azerbaïdjan » restent en vigueur. Mais avec l'indépendance de l'Azerbaïdjan, les changements radicaux dans les domaines politique, social, économique et juridique rendent la Constitution de 1978 obsolète, et une nouvelle constitution reflétant le nouveau statut de l'Azerbaïdjan en tant qu'État indépendant devient nécessaire.
Entre 1991 et 1993, des commissions chargées de rédiger la nouvelle constitution sont mises en place, mais leur travail est jugé insuffisant. En mai 1995, sous la direction du président de l'Azerbaïdjan Heydar Aliyev, une nouvelle commission est créée,. La Constitution de la république d'Azerbaïdjan est adoptée le 12 novembre 1995 par référendum populaire et entre en vigueur le 27 novembre 1995. Elle est par la suite modifiée à deux reprises, le 24 août 1995 et le 18 mars 2009,.

## Contenu
Outre son préambule, la Constitution de la république d'Azerbaïdjan comprend 5 sections, 12 chapitres regroupant 158 articles, et 12 dispositions transitoires, :
- préambule : le préambule de la Constitution spécifie que, afin de « fournir la prospérité et le bien-être à toute la société et à chaque individu », les objectifs suivants doivent être déclarés : 
  - la protection de la souveraineté nationale et de l'intégrité territoriale ;
  - une démocratie constitutionnelle ;
  - établir une société civile ;
  - un État laïc fondé sur la primauté du droit ;
  - un « niveau de vie digne » pour les citoyens et l'ordre « juste » économique et social ;
  - respect des « valeurs humaines universelles », la paix et la coopération internationale[5].
- chapitre 1, « Dispositions générales » : ce chapitre pose les bases de la République azerbaïdjanaise, notamment sa souveraineté, l'Uti possidetis (principe de l'intangibilité des frontières), l'exercice du pouvoir par le peuple, le suffrage universel, l'État de droit, la primauté de la Constitution, le multipartisme, le droit de propriété, la séparation de l'Église et de l'État, les fonctions et la neutralité de l'armée, la protection de la culture et de l'environnement, etc. ;
  - section 1, « Pouvoir populaire » : la source du pouvoir est le peuple de l'Azerbaïdjan ;
  - section 2, « Principes fondamentaux de l'État »[5] ;
- chapitre 2, « Libertés, droits et responsabilités » : les fondations de l'ordre constitutionnel :
  - section 3, « Principaux droits de l'homme et les droits civils et les libertés » : respect de la dignité humaine, égalité devant la loi, interdiction des discriminations, droit à la liberté et à la sécurité, interdiction de la torture et des traitements dégradants, droit à la justice, présomption d'innocence, droit à la vie privée et familiale, liberté de circulation, liberté de pensée, liberté de conscience, liberté de religion, liberté d'opinion, liberté d'expression, liberté de la presse, droit de pétition, liberté d'association, liberté de réunion, droit à l'éducation, etc. ;
  - section 4, « Obligations principales des citoyens » : les devoirs des citoyens envers l'État, respect de la Constitution et des lois de la République, le paiement des impôts, l'accomplissement du service militaire (qui est obligatoire seulement pour les hommes), etc.[5] ;
- chapitre 3, « Pouvoir de l'État » :
  - section 5, « Pouvoir législatif » : le pouvoir législatif est mis en œuvre par l'Assemblée nationale de la république d'Azerbaïdjan ;
  - section 6, « Pouvoir exécutif » : le pouvoir exécutif dans la république d'Azerbaïdjan appartient au président de la république d'Azerbaïdjan ;
  - section 7, « Pouvoir judiciaire » : l'application du pouvoir judiciaire par les tribunaux judiciaires[5] ;
  - section 8, « République autonome du Nakhitchevan » : le statut de la république autonome du Nakhitchevan[5] ;
- chapitre 4, « Autonomie locale » : l'autonomie locale est exercée par les municipalités ; 
  - section 9, « Municipalités » : ce chapitre est propre aux communautés urbaines et rurales et à leurs organes[5] ;
- chapitre 5, « La justice et la loi » :
  - section 10, « Système législatif » : force juridique de la Constitution de la république d'Azerbaïdjan ;
  - section 11, « Changements dans la Constitution de la république d'Azerbaïdjan » : la Constitution ne peut être adoptée ou révisée que par référendum ;
  - section 12, « Ajouts à la Constitution de la république d'Azerbaïdjan » : la procédure de l'introduction des amendements[5] ;
- les dispositions finales et transitoires[5].

## Sources

## Compléments